# مالیات مضاعف
مالیات مضاعف مالیات وضع شده از سوی دو یا چند کشور مختلف بر یک درآمد، یک دارایی یا یک معامله واحد می باشد و چون اخذ مالیات مضاعف عرفاً عملی ناعادلانه به شمار می رود اغلب کشورها با عقد قراردادهایی تحت عنوان موافقتنامه اجتناب از اخذ مالیات مضاعف از دریافت مالیات مجدد صرف نظر می کنند یا از میزان آن می کاهند.
هم چنین اصطلاح مالیات مضاعف به خصوص در آمریکا برای اشاره به وضع و دریافت مالیات بر درآمد یک شرکت و اخذ مجدد مالیات از سود دریافتی سهامداران همان شرکت به کار می رود.